# Первозванівка (Кам'янський район)
Первозва́нівка — село в Україні, у Криничанській селищній громаді Кам'янського району Дніпропетровської області.
Населення — 101 мешканець.

## Географія
Село Первозванівка знаходиться на відстані 1,5 км від сіл Сухий Хутір і Лозуватське. Поруч проходить автомобільна дорога М04 (E50).
Відстань до центру територіальної громади становить майже 17 км і проходить автошляхом Т 0420.

## Населення

### Мова
Розподіл населення за рідною мовою за даними перепису 2001 року:
| Мова            | Кількість | Відсоток |
| --------------- | --------- | -------- |
| українська      | 92        | 91.09%   |
| угорська        | 4         | 3.96%    |
| російська       | 2         | 1.98%    |
| білоруська      | 2         | 1.98%    |
| інші/не вказали | 1         | 0.99%    |
| Усього          | 101       | 100%     |

## Відомі люди
У селі народився Герой Радянського Союзу Адаменко Василь Васильович. Загинув 1943 року, похований у селі Канівське.